# Setge d'Antioquia (1097-1098)
|  | Per a altres significats, vegeu «Setge d'Antioquia». |

El Setge d'Antioquia va tenir lloc a Antioquia durant la Primera Croada entre 1097 i 1098, va consistir en dues fases: una primera, entre el 21 d'octubre de 1097 i el 2 de juny de 1098, per part dels croats contra la ciutat musulmana, i una segona, per part dels musulmans contra els ocupants croats, del 7 de juny al 28 de juny del 1098. En ambdues batalles els croats van arribar a la victòria. La ciutat d'Antioquia va esdevenir la capital d'un nou estat croat, el Principat d'Antioquia.

## Antecedents
El camí fins a Jerusalem s'havia de convertir en una sèrie de setges, atès que els seljúcides controlaven grans ciutats fortificades, i després de les derrotes patides no estaven en condicions de lluitar a camp obert contra l'exèrcit croat. Aquestes ciutats, en ser preses com Dorilèon l'1 de juliol de 1097, servirien per obtenir menjar i botí.
Antioquia havia estat arrabassada a l'Imperi Romà d'Orient pels seljúcides el 1084. Les fortificacions romanes d'Orient dataven de temps de Justinià I, encara que havien estat reconstruïdes i reforçades recentment, els turcs havien aconseguit la ciutat a traïció, i els murs van romandre intactes, i la guarnició era d'uns 4.000 homes. El seu governador des 1088, Yaghi-Siyan, era ben conscient de l'exèrcit croat que el 1097 marxava a través d'Anatòlia, i va demanar ajuda sense èxit als estats musulmans veïns. Insegur de la resposta dels cristians locals, i per tal de preparar-se per l'arribada dels croats va fer capturar Joan VII d'Antioquia, el patriarca ortodox, i va expulsar de la ciutat a tota la població orodoxa grega i armènia, encara que als ortodoxos siríacs se'ls va permetre quedar.

## El setge
Les hosts croades van arribar al riu Orontes, als afores d'Antioquia el 20 d'octubre de 1097. Ramon IV de Tolosa, Jofré de Bouillon i Bohemon de Tàrent, els tres líders principals de la croada en aquell moment, es van mostrar en desacord respecte com procedir, atès que Ramon volia llançar un assalt frontal, mentre que els altres dos preferien un setge. Ramon finalment va consentir, i els croats envoltar parcialment la ciutat el 21 d'octubre.

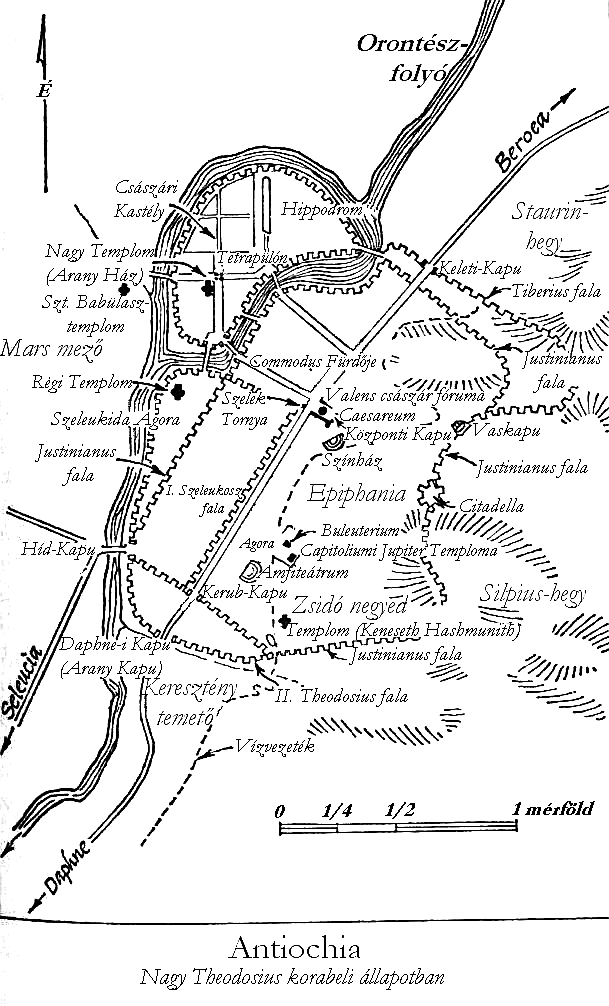
Antioquia a l'edat mitjana

Bohemon va acampar amb els seus homes al nord-est de la ciutat, davant de la Porta de Sant Pau. Ramon va establir el seu campament més a l'oest, davant la Porta del Gos. I Jofré es va assentar amb les seves forces a la Porta del Duc, encara més a l'oest, on un pont travessava l'Orontes cap a Talenki. Els croats controlaven totes les portes de la ciutat tret de tres, la Torre de les Dues Germanes al sud, la Porta de Sant Jordi al nord-oest, i la Porta de Ferro al sud-est, a la zona de turons coneguda com a Mont Silpius, on hi havia la ciutadella, que van ser emprades durant tot el setge per entrar aliments a la ciutat. Les fortificacions romanes d'Orient eren prou fortes per resistir un atac directe, i Yaghi-Siyan no hauria tingut prou homes per defensar adequadament la ciutat davant un atac per diversos punts, de manera que es va sentir alleugerit i encoratjat en veure que els croats se centraven a atacar des de la riba oest de l'Orontes.
Robert II de Flandes i Bohemon de Tàrent foren enviats a Harim, que s'havia identificat com la base principal dels contratacs musulmans, però no van aconseguir prendre-la en l'atac del 18 de novembre.
A mitjans de novembre es van reincorporar Tancred d'Hauteville i Balduí de Boulogne després de conquerir Cilícia, i trenta vaixells de la República de Gènova va arribar al port de Sant Simeó carregats de subministraments, i es va construir un pont de pontons a l'alçada de la porta del Duc. El desembre, Jofré va caure malalt, alhora que els subministraments començaven a escassejar, i planava sobre els croats l'amenaça de l'hivern.
Robert de Flandes i Bohemon de Tàrent, van prendre 20.000 homes i es van desplaçar al sud per recollir tot el menjar possible. Yaghi-Siyan va demanar ajut a Duqaq de Damasc i Ridwan d'Alep, i només trobà el suport de Damasc, i Duqaq va atacar els campaments de Robert i Bohemon, i encara que els croats van aconseguir el 31 de desembre la victòria, es van veure obligats a retirar-se sense les provisions buscades.
Aprofitant l'absència de Robert i Bohemon, Yaghi-Siyan va ordenar realitzar una sortida a través de la Porta de Sant Jordi i va atacar el campament de Ramon IV de Tolosa a l'altra banda del riu, a Talenki. Ramon va aconseguir rebutjar l'atac, però no va ser capaç de capturar la ciutat en la confusió de la retirada, i els croats van decidir construir una torre de fusta per controlar el pont, atès que la maquinària de setge no tenia capacitat per abatre les muralles, però fou cremada pels musulmants tan bon punt fou operativa. El mes va acabar amb mals presagis per a tots dos bàndols: hi va haver un terratrèmol el 30 de desembre, va aparèixer l'aurora polar la nit següent, i les setmanes posteriors van portar tal quantitat de pluges i temps fred, totalment allunyades del clima habitual, que Duqaq va haver de tornar a casa sense prosseguir el seu enfrontament amb els croats.

### Els estralls de la fam
L'escassetat d'aliments va ocasionant la mort per fam d'homes i cavalls: un de cada set homes era incapaç de moure's per la desnutrició. Els cristians locals, així com el Patriarca ortodox exiliat Simeó, que ara residia a Xipre, van tractar de fer arribar aliments als croats, però això no va aplacar la fam.
Alguns van menjar-se els cavalls i només 700 cavalls van sobreviure, encara que alguns cavallers van preferir morir-se de fam. Alguns dels soldats més pobres, restes de la Croada popular liderada per Pere l'Ermità, es van convertir en caníbals, alimentant-se amb els cossos de turcs morts.

### La marxa dels romans d'Orient
Les desercions van començar cap a gener de 1098, incloent a Pere l'Ermità, encara que aquest va ser aviat localitzat i retornat al campament per Tancred, amb el seu prestigi molt disminuït. Al febrer, el general i llegat de l'Imperi Romà d'Orient Tatikios, que havia estat amb els croats com a assessor i representant de l'emperador Aleix I Comnè, va abandonar l'exèrcit croat en direcció a Xipre quan Anna Comnena va informar-lo que Bohemon de Tàrent conspirava per matar-lo i no lliurar-li la ciutat un cop presa. Bohemon, va afirmar després de la fugida que la traïció era raó suficient com per anul·lar l'obligació de retornar Antioquia als romans d'Orient, i que ell també s'aniria, llevat que se li permetés quedar-se amb Antioquia una vegada capturada. Tot i qur els cavallers inferiors i els soldats que el van creure desitjaven atendre les seves demandes, es va guanyar les seves simpaties, sabedors que era el responsable de la marxa de Tatikios i que Bohemon planejava prendre la ciutat per a ell. Ramon IV de Tolosa i Jofré de Bouillon no es van impressionar davant les seves amenaces i xantatges.
El febrer, un exèrcit de 12.000 homes sota el comandament de Ridwan va arribar a Antioquia procedent d'Alep per ajudar Yaghi-Siyan, i va ser derrotat el 9 de febrer a Harim per Bohemon de Tàrent, Robert II de Flandes i Esteve II de Blois, que comandaven 700 cavallers.

### Reforços anglesos
El 4 de març una flota anglesa dirigida per Edgar Aetheling, va arribar a Constantinoble amb artesans i matèries primeres per a la construcció de maquinària de setge, però aquestes es van perdre el 6 de març, quan Ramon IV de Tolosa i Bohemon de Tàrent van ser atacats al camí de tornada a Antioquia per un destacament de Yaghi-Siyan. Amb l'ajuda de Jofré de Bouillon el destacament va ser derrotat i els materials van ser recuperats. Encara que Edgard havia donat els materials a l'emperador Aleix, els croats no van considerar-ho assistència directa romana d'Orient.
Els croats es van posar a treballar en la construcció de maquinària de setge, i en La Mahomerie, una fortalesa per bloquejar la porta del pont per prevenir els atacs de Yaghi-Siyan sobre la línia de subministrament croat dels ports de Sant Simó i Alexandrette, i en la reparació i del monestir abandonat l'oest de la Porta de Sant Jordi, que encara es feia servir per lliurar aliments a la ciutat. La ciutat va quedar completament encerclada i el setge va començar a tenir efecte. Les tropes del monestir les posà Tancred d'Hauteville i les de la Mahomerie foren de Ramon IV de Tolosa. A més, amb l'arribada de la primavera l'alimentació va millorar les condicions dels croats.

### L'ambaixada fatimita
A l'abril una ambaixada del Califat Fatimita, enemic de l'Imperi Seljúcida va arribar al campament croat amb l'esperança d'establir una pau amb els cristians. Pere l'Ermità, que dominava l'àrab, va ser enviat a negociar. Els fatimites, suposant que els croats eren simplement mercenaris representants dels romans d'Orient, estaven disposats a permetre l'estada dels croats a Síria si estaven d'acord en no atacar la Palestina fatimita, un estat perfectament acceptat entre Egipte i Bizanci abans de la invasió turca, però els croats no podien acceptar cap solució que no els donés Jerusalem i les negociacions no van arribar a res, però, els fatimites van ser tractats hospitalàriament i se'ls va donar molts regals, robats als turcs que havien estat derrotats al març.

## Captura d'Antioquia

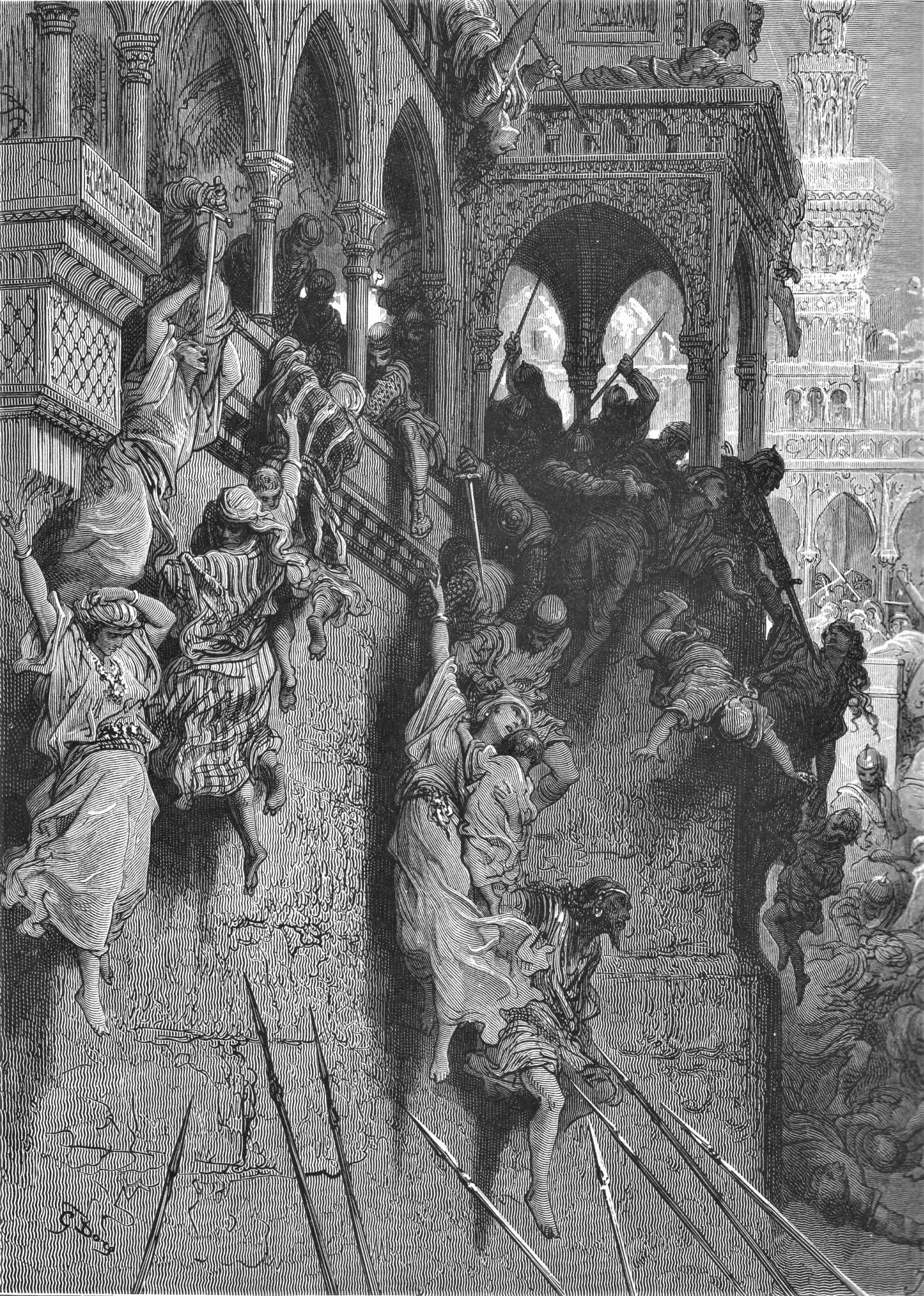
La massacre d'Antioquia, per Gustave Doré.

A finals de maig de 1098 s'acostava un exèrcit seljúcida molt més gran que els anteriors, comandat per Kerbogha de Mossul, amb els reforços de Ridwan i Duqaq, tropes de Pèrsia i ortúkides de Mesopotàmia. Els croats van tenir temps per preparar la seva arribada, perquè Kerbogha havia fet en un primer moment una expedició a Edessa duratiu tres setmanes, que no va poder recuperar.
Els croats havien de prendre la ciutat abans de l'arribada de Kerbogha per sobreviure. Bohemon de Tàrent va subornar Phyrros, un guàrdia armeni rencorós amb Yaghi-Siyan armeni que controlava la Torre de les Dues Germanes per obrir les portes. Bohemon va informar als altres croats i es va oferir a deixar-los entrar a través de Phyrros, si estaven d'acord a deixar que ell prengués la ciutat. Ramon IV de Tolosa estava furiós i va sostenir que la ciutat havia de ser lliurada a l'emperador Aleix I Comnè, com ho havien acordat quan estuviern a Constantinoble en 1097, però Jofré de Bouillon, Tancred d'Hauteville, Robert II de Flandes i els altres líders, davant d'una situació desesperada, van cedir a les demandes.
El 2 de juny, amb la imminent arribada de l'exèrcit de socors, Esteve II de Blois i alguns croats altres abandonaren l'exèrcit. El mateix dia, Phyrros va donar instruccions a Bohemon de fingir anar a l'encontre de Kerbogha mentre seixanta cavallers es quedaven en la torre indicada, on a la nit van escalar la muralles i es van obrir camí fins a la porta del pont, que obriren i hi va haver una massacre. Els cristians van obrir les altres portes de la ciutat matant a tota la guarnició turca. Els croats, però, van matar alguns dels cristians amb els musulmans, inclòs el germà de Phyrros. Al final del 3 de juny els croats tenien el control de la major part de la ciutat, a excepció de la ciutadella, en mans de Shams ad-Daulah, fill de Yaghi-Siyan, qui va fugir de la ciutat, però fou decapitat per uns cristians de Síria, i el seu cap va ser portat a Bohemon.
Joan VII d'Antioquia va ser reintegrat com patriarca pel legat papal Ademar de Le Puy, que desitjava mantenir bones relacions amb els romans d'Orient, especialment en veure com Bohemon reclamava la ciutat, però la ciutat ara tenia poc menjar, i l'exèrcit de Kerbogha estava encara en camí. Més croats van desertar abans que Kerbogha arribés, unint-se a Tars a Esteve II de Blois, qui havia vist l'exèrcit de Kerbogha acampat prop d'Antioquia i va assumir que tota esperança s'havia perdut, i els desertors van confirmar els seus temors. En el camí de tornada a Constantinoble, a Esteve i els altres desertors es va unir Aleix I, que estava en camí per ajudar els croats, i no sabia que havien pres la ciutat i que ara ells mateixos estaven assetjats. Esteve el va convèncer que la resta dels croats estaven morts i que hi havia un altre exèrcit seljúcida a Anatòlia i va tornar a Constantinoble en lloc d'anar a la batalla.

## El setge musulmà i el descobriment de la Santa Llança

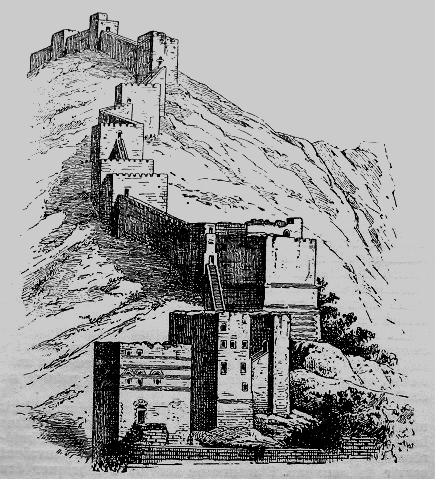
Les muralles d'Antioquia

Kerbogha va arribar el 5 de juny i va intentar infructuosament assaltar la ciutat el 7 de juny, i el 9 de juny va iniciar el setge.
La fam entre els croats va propiciar visions i al·lucinacions, el 10 de juny Pere Bartoloméu, un monjo pobre va afirmar que havia tingut visions d'Sant Andreu apòstol, que li va dir que la Llança Sagrada estava dins de la ciutat, i un altre monjo anomenat Stephen de Valence va informar d'haver tingut visions de Crist i la Verge Maria. El 14 de juny un meteorit va caure al campament enemic, interpretat com un bon auguri. Tot i que Ademar de Le Puy va sospitar, perquè havia vist una relíquia de la Santa Llança a Constantinoble, Ramon va creure a Pere.
Ramon IV de Tolosa, Ramon d'Aguilers, el bisbe d'Orange, i altres van començar a cavar a la catedral de Sant Pere el 15 de juny, i quan van arribar trobar un buit, Pere hi va entrar i va trobar una punta de llança. Ramon de Tolosa va intrepretar-ho com un senyal diví i es va preparar per a una lluita final en comptes de rendir-se. Bohemon també es va mostrar escèptic sobre la Santa Llança, però el seu descobriment va augmentar la moral dels croats.
Pere va informar d'una altra visió, en la qual Sant Andreu va encarregar a l'exèrcit croat dejunar durant cinc dies, després de la qual obtindrien la victòria, però és possible que Pere informés del que Bohemon volia als espies del campament de Kerbogha. El 27 de juny, Pere l'Ermità fou enviat per Bohemon a negociar infructuosament amb Kerbogha, i la batalla amb els turcs va ser inevitable.

## Batalla d'Antioquia
Bohemon de Tàrent va preparar elaborar sis divisions: va enviar una per a si mateix, i les altres cinc van ser dirigides per Hug de Vermandois i Robert II de Flandes, Jofré de Bouillon, Robert II de Normandia, Ademar de Le Puy, i Tancred d'Hauteville i Gastó IV de Bearn. Ramon, que havia caigut malalt, va romandre dins de la ciutadella, amb 200 homes, ara en mans d'Ahmed Ibn Merwe, un agent de Kerbogha.
Dilluns, 28 de juny, els croats eixiren per la porta de la ciutat, al costat de Ramon d'Aguilers que portava la Llança Sagrada davant seu. Kerbogha pretenia fer retirar als croats cap a un terreny favorable mentre els seus arquers atacaven contínuament amb fletxes l'avanç dels croats, enviant un destacament al flanc esquerre dels croats, que no estava protegit pel riu, però de Bohemon ràpidament va formar una setena divisió i els van rebutjar. Els turcs estaven causant moltes baixes i Kerbogha va ordenar calar foc a l'herba entre la seva posició i els croats, però això no els va dissuadir: havien vist tres visions dels sants que lluitaven a cavall al costat d'ells, encapçalats per Sant Jordi, Sant Demetri, i St Maurice. Quan els croats van arribar a la línia de Kerbogha, Duqaq va desertar per evitar una victòria que donés massa poder a Kerbogha i la majoria dels altres emirs van marxar també, i aviat tot l'exèrcit musulmà va entrar en pànic i estava en retirada d'una breu batalla.